# Илопанго (вулкан)
Вулкан Илопанго (исп. Ilopango) — стратовулкан категории VEI-6 в Сальвадоре, рядом со столицей страны Сан-Сальвадором. В настоящее время представляет собой кальдеру, которая примыкает к столице с востока и содержит второе по величине в стране озеро Илопанго со скалистыми берегами высотой 100—500 м. Взрывное извержение Илопанго в VI веке н. э. могло быть одной из причин похолодания 535—536 годов.

## История извержений

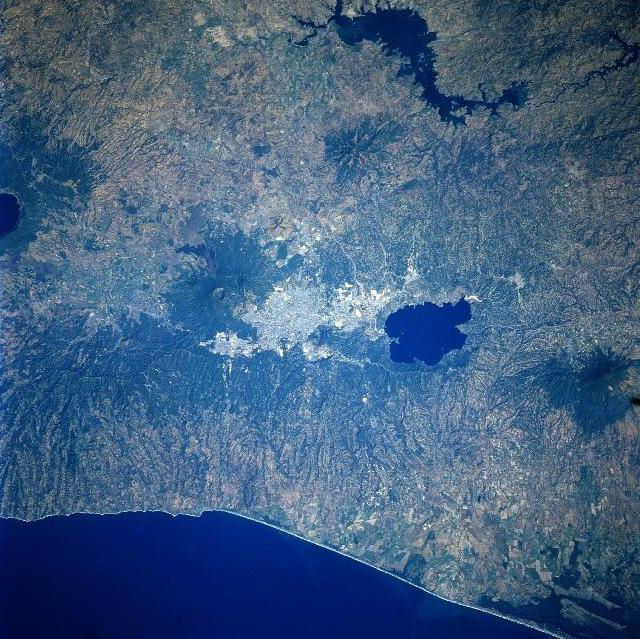
Вулкан Илопанго примыкает к столице Салвадора с востока, вулкан Сан-Сальвадор с запада

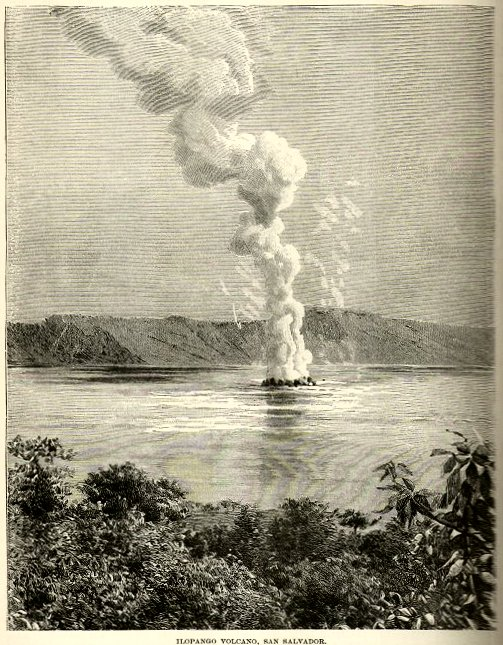
Гравюра с изображением извержения Илопанго

Четыре мощных извержения с образованием дацитовых и риолитовых скал произошли плейстоцене и голоцене. Извержения порождали пирокластические потоки и покрывали обширные пространства (большую часть современного Сальвадора) вулканическим пеплом. Одно из извержений этого вулкана привело к запустению древнего города Тасумаль на несколько сот лет, до начала V в. н. э.
Кальдера возникла в результате относительно недавнего взрыва между 410 и 535 годами, согласно данным радиоуглеродного анализа остатков растений, погибших в результате извержения. Вулкан выбросил около 25 км³ тефры и вулканического пепла. В результате взрыва силой 6 баллов по шкале извержений метровый слой пепла покрыл площадь не менее 10 000 км², что остановило сельскохозяйственное производство на десятилетия. Предполагается, что в результате локальные и глобальные изменения погоды на Земле и последующий упадок производства сельхозпродукции стали причиной упадка цивилизации Теотиуакана и катастрофических неурожаев на всей планете.
Последующие извержения сформировали несколько вулканических куполов в озере. В исторический период отмечено единственное извержение с 31 декабря 1879 года по 26 марта 1880 года силой 3 балла, сформировавшее лавовый купол в озере. Вершины лавовых куполов, достигшие поверхности озера, образуют островки Кенадас.
Всего в Сальвадоре 22 вулкана, 6 из которых извергались в XIX—XXI веках. Один из них, Сан-Сальвадор, находится в непосредственной близости к Илопанго и примыкает к столице страны с запада. Он извергался в 1917 году. Даже относительно небольшое извержение любого из двух, примыкающих к Сан-Сальвадору стратовулканов, может полностью уничтожить город.

## Галерея

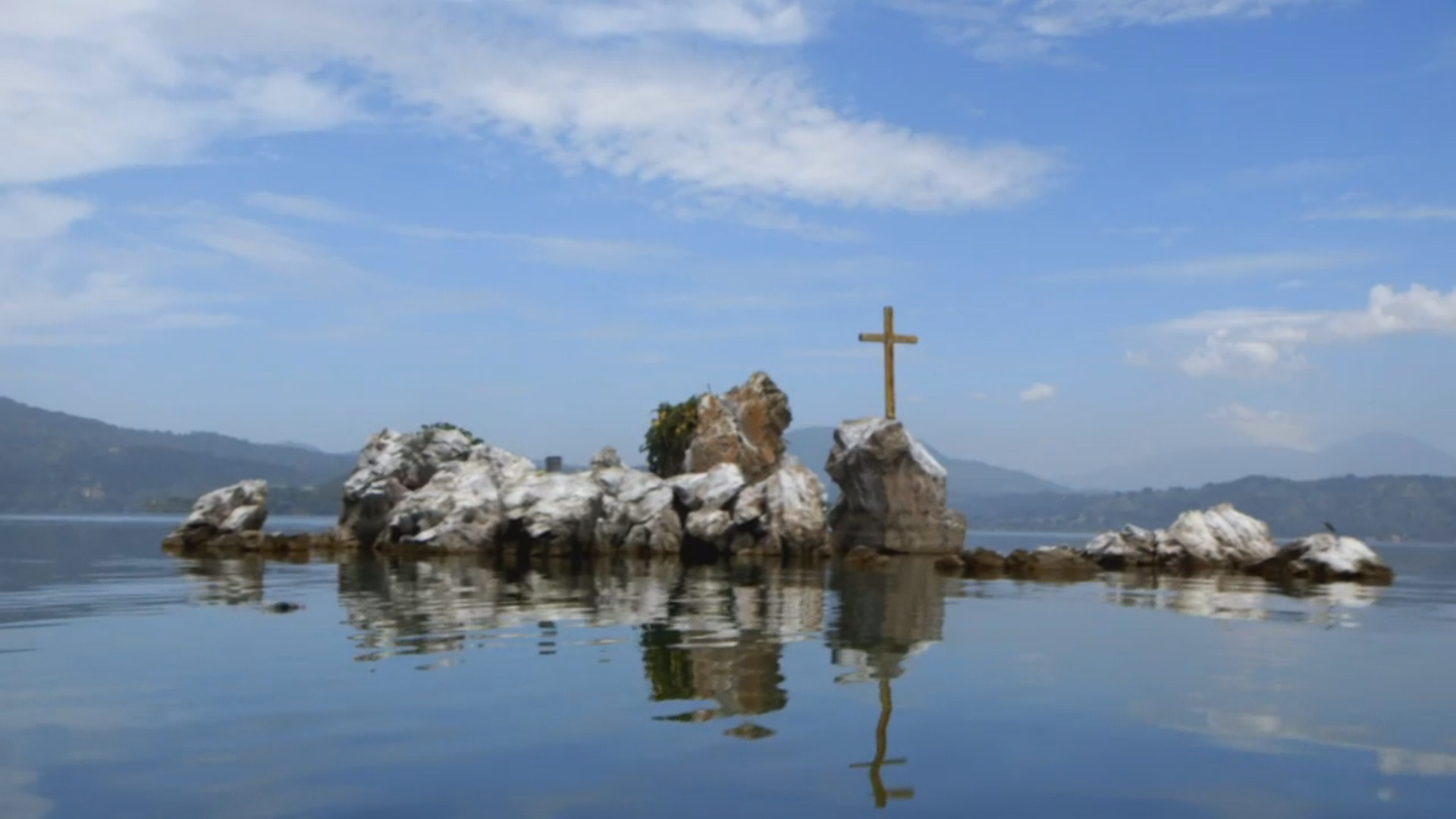
Островок Сан-Кристобаль — результат последнего извержения
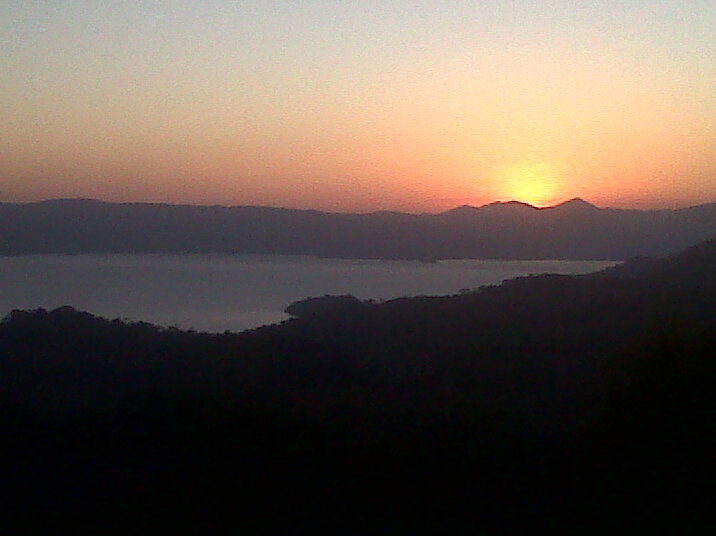
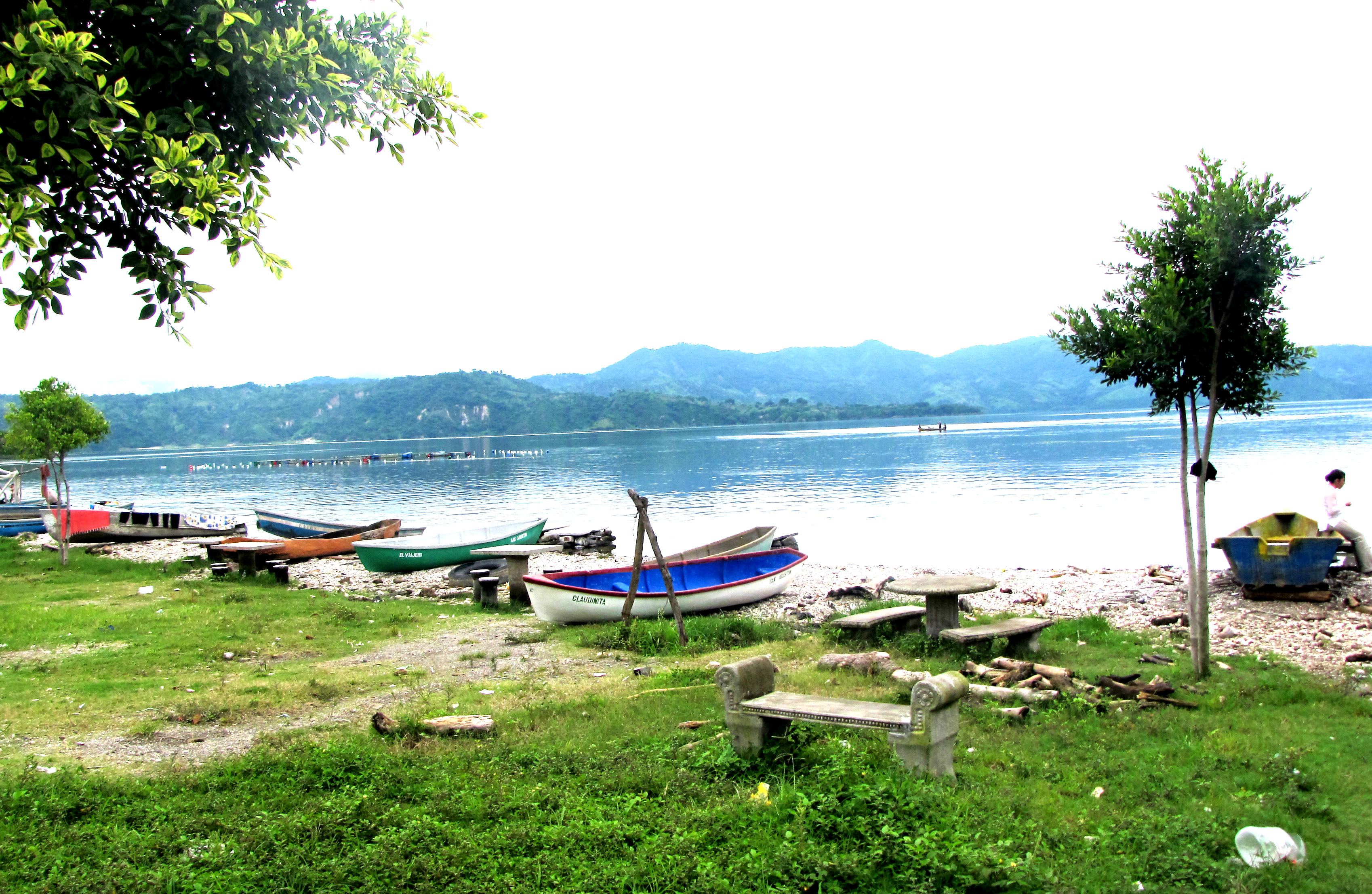
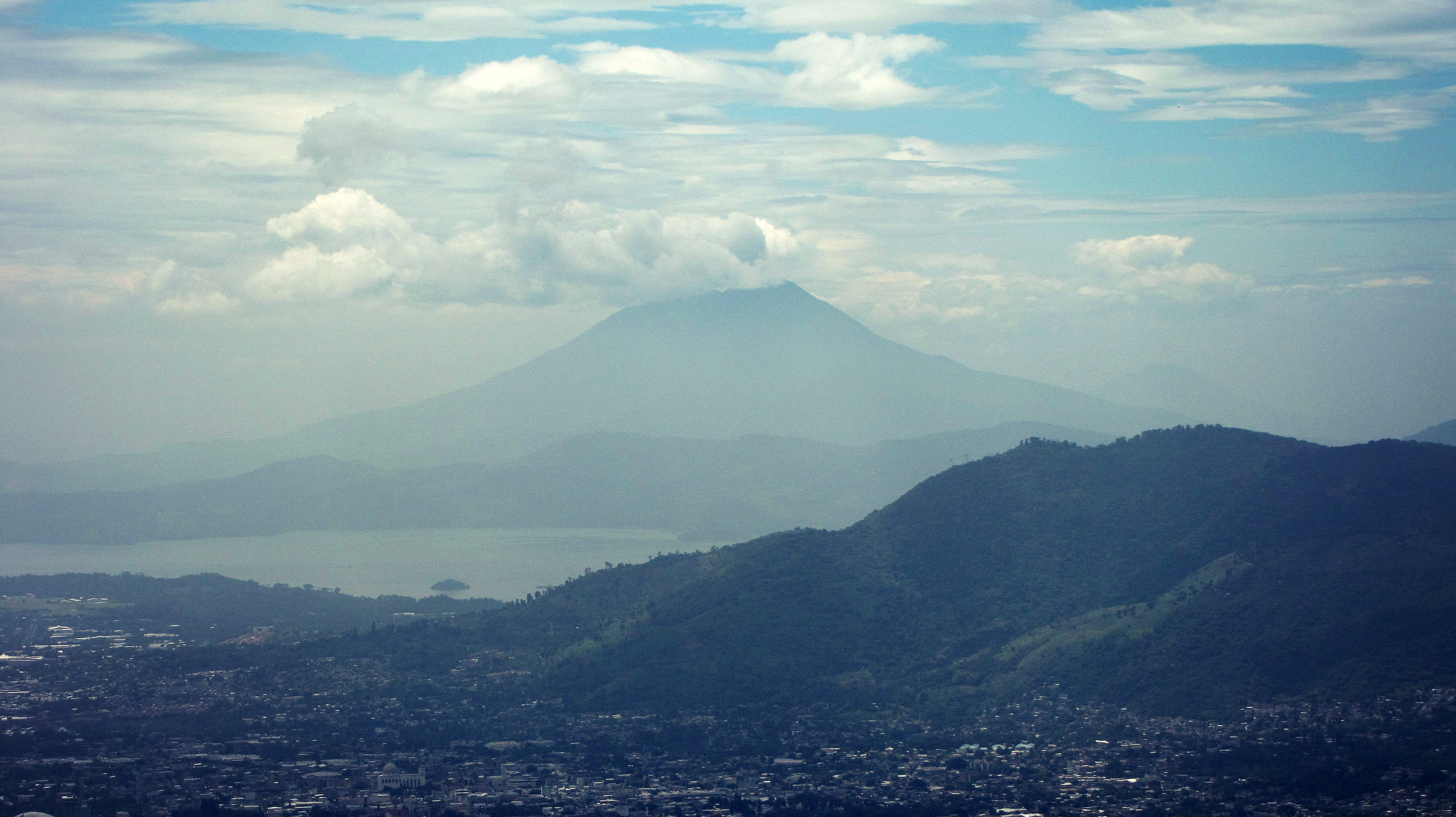
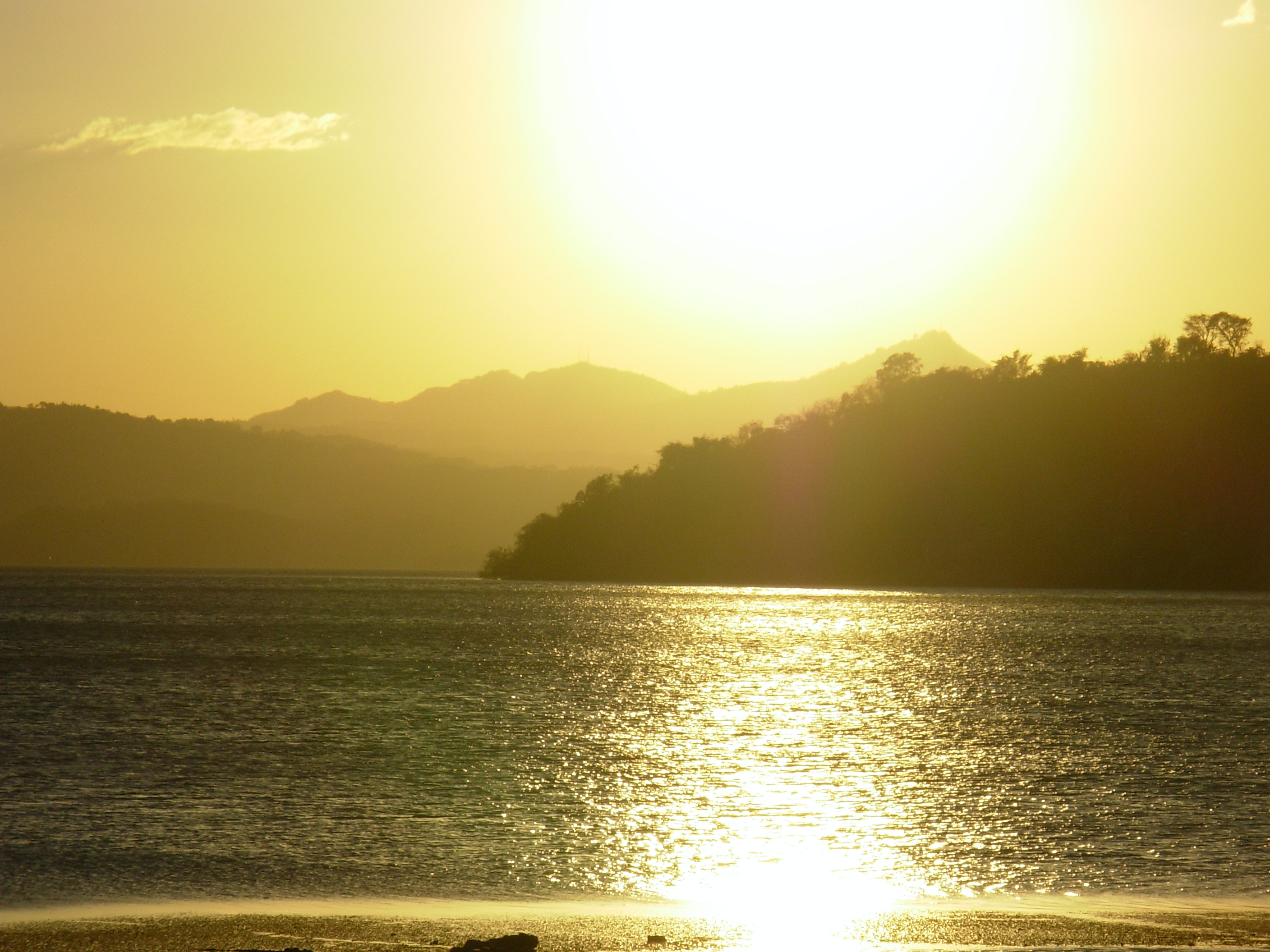
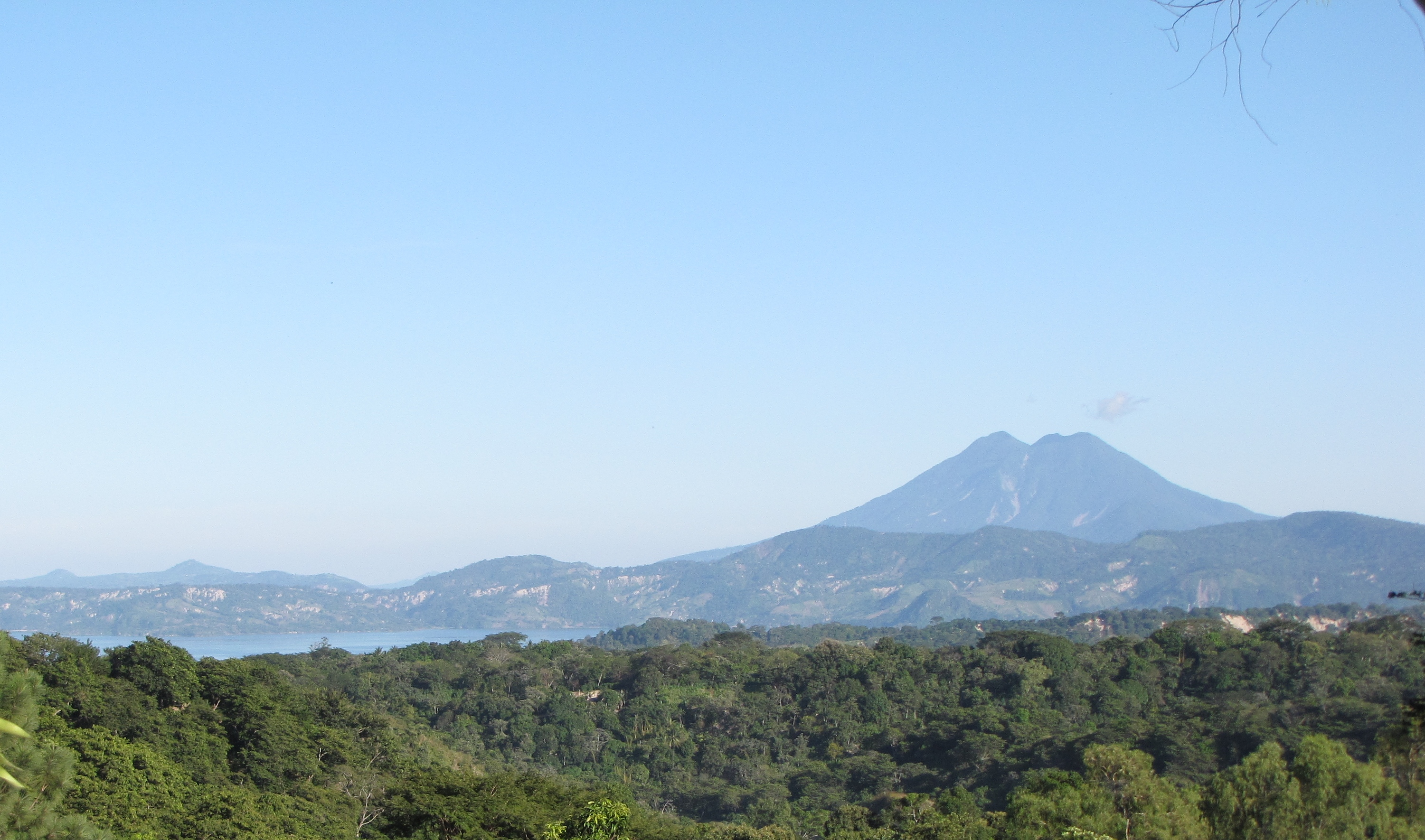
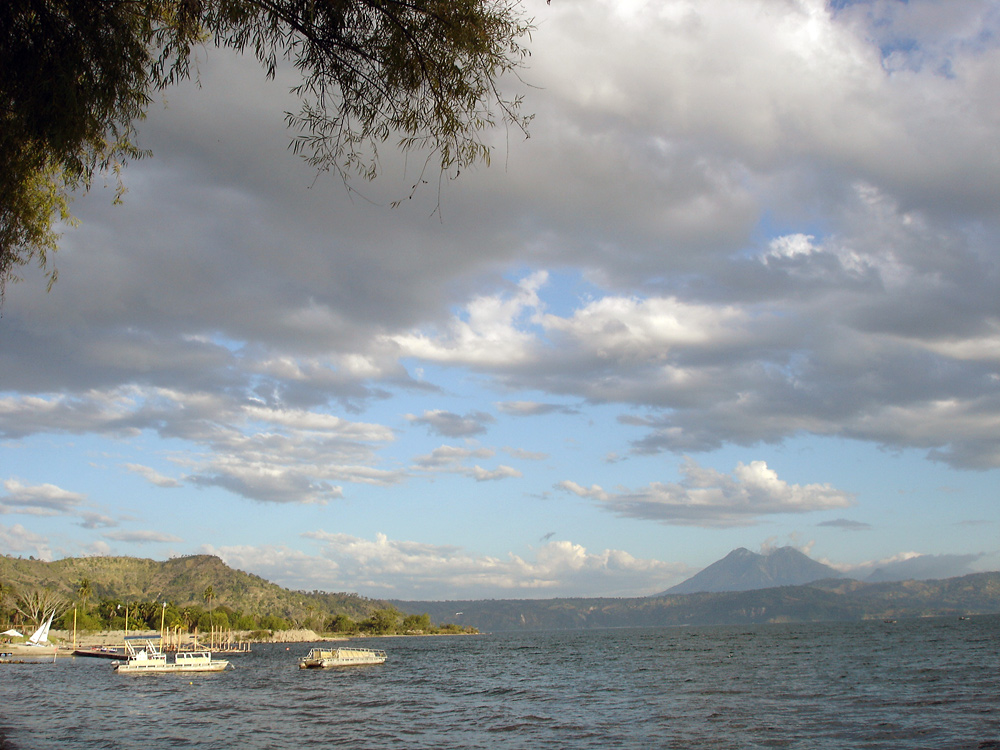